# Confederação Norte-Americana de Futebol

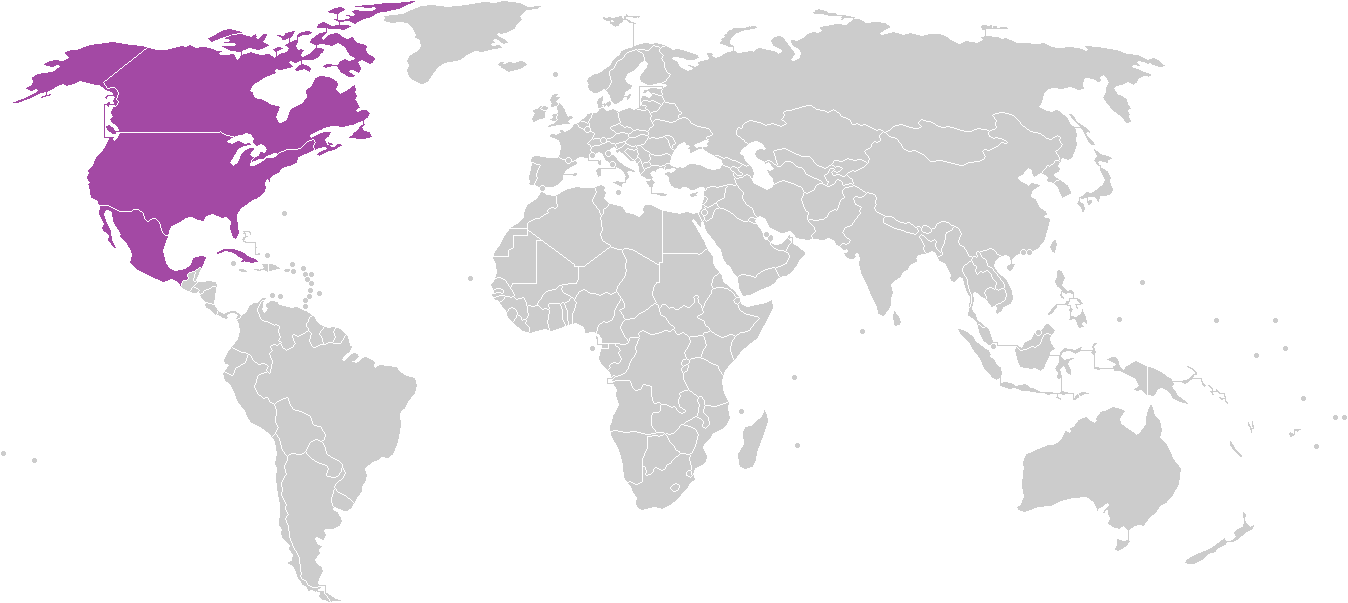
NAFC

A Confederação Norte-Americana de Futebol, conhecida pela sigla em inglês, NAFC (North American Football Confederation), inicialmente foi fundada para representar junto a FIFA as nações da América do Norte.
Foi fundada em 1946 e pelas federações do México, Cuba e Estados Unidos, posteriormente ingressou a federação de futebol do Canadá, a NAFC.
Esta Confederação teve como principal competição a Copa NAFC que foi disputada em  1947 e em 1949, ambas competições vencidas pelo México.
Em 1961 a NAFC decide unir-se a Confederação Centro-Americana e do Caribe de Futebol (CCCF) para assim formar a atual Confederação de Futebol da América do Norte, Central e Caribe (CONCACAF).
Em 1990 depois de 41 anos a NAFC retomou suas atividades momentaneamente como a União Norte-Americana de Futebol (NAFU), uma organização subordinada a CONCACAF, da qual fazem parte atualmente as federações nacionais de futebol dos Canadá, Estados Unidos e México. Sendo assim como a UNCAF e a CFU, subdivisões da CONCACAF.

## Países membros
- Canadá
- Cuba
- Estados Unidos (usa)
- México